# Pleuractis taiwanensis
Pleuractis taiwanensis is een rifkoralensoort uit de familie van de Fungiidae. De wetenschappelijke naam van de soort is voor het eerst geldig gepubliceerd in 1991 door Hoeksema & Dai.